# GSC3619-1386
GSC3619-1386 — хімічно пекулярна зоря спектрального класу B9, що має видиму зоряну величину в смузі V приблизно  9,6.

## Пекулярний хімічний склад
Зоряна атмосфера GSC3619-1386 має підвищений вміст 
Si
.